# خوان أوخيدا (لاعب كرة قدم)
خوان أوخيدا هو لاعب كرة قدم باراغواياني، ولد في 4 أبريل 1998 في أسونسيون في باراغواي.

## وصلات خارجية
- خوان أوخيدا (لاعب كرة قدم) على موقع قاعدة بيانات كرة القدم.إي يو (الإنجليزية)
- خوان أوخيدا (لاعب كرة قدم) على موقع Soccerway.com (الإنجليزية)